# Catagramma menesa
Catagramma menesa är en fjärilsart som beskrevs av Hans Fruhstorfer 1916. Catagramma menesa ingår i släktet Catagramma och familjen praktfjärilar. Inga underarter finns listade i Catalogue of Life.